# Acceleration
Acceleration er ændring af hastigheden pr. tidsenhed eller den matematiske tidsafledede af hastigheden.
{\displaystyle {\vec {a}}={d{\vec {v}} \over dt}}
Den afledte SI-enhed for acceleration er m/s²
Tyngdeaccelerationen er ca. 9,815 m/s² i Danmark.
Ændring af acceleration pr. tidsenhed (eller den matematiske tidsafledede af acceleration), kaldes ryk.